# Evento (relatividade)
Na relatividade, um evento é qualquer ocorrência que tenha um tempo e lugar específicos no espaço-tempo. Por exemplo, um vidro quebrando no chão é um evento. Um evento ocorre em um local específico e em um horário específico. A rigor, o conceito de evento é idealizado no sentido de que especifica um tempo e um lugar definidos, mas os eventos reais terão uma extensão finita, tanto no tempo quanto no espaço.
O intervalo espaço-temporal entre dois eventos: 
{\displaystyle ({\text{intervalo}})^{2}=\left[{\frac {\text{tempo do evento}}{\text{separação}}}\right]^{2}-\left[{\frac {\text{espaço do evento}}{\text{separação}}}\right]^{2}}
é um invariante.:9
Um evento no universo é causado pelo conjunto de eventos em seu passado causal. Um evento contribui para a ocorrência de eventos em seu futuro causal.
Depois de escolher um referencial, você pode atribuir coordenadas a um evento: três coordenadas espaciais {\displaystyle {\vec {x}}=(x,y,z)} que descrevem sua localização e uma coordenada de tempo {\displaystyle t} que especifica o instante em que o evento ocorre. Essas quatro coordenadas {\displaystyle ({\vec {x}},t)} formam um vetor quadridirecional associado ao evento.
Um dos objetivos da teoria da relatividade é especificar a possibilidade de um evento afetar outro. Isto é feito pelo tensor métrico, que nos permite determinar a estrutura causal do espaço-tempo. A diferença (ou intervalo) entre dois eventos pode ser classificada como separação espacial, óptica e temporal. Dois eventos só podem afetar um ao outro se estiverem separados por um intervalo óptico ou temporal.
P. W. Bridgman, em seu livro A lógica da física moderna, aponta que o conceito de evento é insuficiente para a física prática.